# Епфінген
Епфінген (нім. Öpfingen) — громада в Німеччині, знаходиться в землі Баден-Вюртемберг. Підпорядковується адміністративному округу Тюбінген. Входить до складу району Альб-Дунай.
Площа — 8,88 км2. Населення становить 2404 ос. (станом на 31 грудня 2020).